# Barlaj
Barlaj este un sat din municipiul Podgorica, Muntenegru. Conform datelor de la recensământul din 2003, localitatea are 47 de locuitori (la recensământul din 1991 erau 209 locuitori).

## Demografie
În satul Barlaj locuiesc 27 de persoane adulte, iar vârsta medie a populației este de 28,0 de ani (26,1 la bărbați și 30,2 la femei). În localitate sunt 7 gospodării, iar numărul mediu de membri în gospodărie este de 6,71.
|  |

| Demografie | Demografie | Demografie |
| An         | Locuitori  | Locuitori  |
| ---------- | ---------- | ---------- |
|            |            |            |
|            |            |            |
|            |            |            |
|            |            |            |
| 1948       | 114        |            |
| 1953       | 111        |            |
| 1961       | 146        |            |
| 1971       | 156        |            |
| 1981       | 123        |            |
| 1991       | 209        | 72         |
| 2003       | 80         | 47         |

| \| Componența etnică conform recensământului din 2003[2] \| Componența etnică conform recensământului din 2003[2] \| Componența etnică conform recensământului din 2003[2] \| Componența etnică conform recensământului din 2003[2] \| Componența etnică conform recensământului din 2003[2] \| \| ----------------------------------------------------- \| ----------------------------------------------------- \| ----------------------------------------------------- \| ----------------------------------------------------- \| ----------------------------------------------------- \| \| \| \| \| \| \| \| Albanezi \| Albanezi \| \| 47 \| 100% \| \| necunoscută \| necunoscută \| \| 0 \| 0% \| |             |  |    |      |
| Componența etnică conform recensământului din 2003 |             |  |    |      |
| |             |  |    |      |
| Albanezi | Albanezi    |  | 47 | 100% |
| necunoscută | necunoscută |  | 0  | 0%   |